# Crotalaria vialettei
Crotalaria vialettei är en ärtväxtart som beskrevs av Jules Aimé Battandier. Crotalaria vialettei ingår i släktet sunnhampor, och familjen ärtväxter. Inga underarter finns listade i Catalogue of Life.